# Tapir
Els tapirs (Tapirus) són grans mamífers herbívors amb una trompa (probòscide) prènsil. Avui en dia, habiten la jungla i zones boscoses de Sud-amèrica, Centreamèrica i el sud-est d'Àsia, tot i que en el passat geològic tenien una distribució més àmplia que abastava Catalunya. La seva trompa és molt versàtil i dona als tapirs una estructura del crani diferent dels altres perissodàctils. Són animals de visió deficient, més aviat crepusculars o nocturns.

## Característiques
Són animals de grandària mitjana, amb una longitud que varia des d'1,8 m fins als 2,5 m, amb una cua de 5 a 10 cm de llarg, i una altura de 70 cm a 1 m i un pes de 220 a 300 kg. No obstant això, la principal característica del tapir és el seu allargat musell en forma de petita probòscide, que usa principalment per arrencar les fulles, herbes i arrels que constitueixen el seu aliment. Aquesta trompa resulta especialment útil per recol·lectar plantes aquàtiques en els pantans on sol passar bona part del dia. També li serveix per agafar aigua i, els mascles, per enfrontar-se als seus rivals en l'època d'aparellament.
Tenen el cos compacte i el cap i coll robusts, amb la finalitat de facilitar-los millor el pas a través del dens fullatge tropical. El pelatge sol ser molt curt i fosc, encara que les cries presenten un pelatge marró amb taques críptiques, similars a les dels senglars joves, que es difuminen amb l'edat.
Es tracta d'animals bastant primitius, els primers representants fòssils de la família es troben en l'Eocè d'Euràsia, fa uns 55 milions d'anys, on s'observen algunes característiques que estaven presents també en els antics ancestres (hiracoteri), dels seus parents actuals. Els peus presenten quatre dits en les potes davanteres i tres en les posteriors.

## Biologia i ecologia
Els tapirs habiten en regions de selva humides i, en el cas del tapir de muntanya, els erms andins.
Els depredadors més comuns dels tapirs són els grans felins (el tigre a l'Àsia i el jaguar a l'Amèrica), dels quals tracta de lliurar-se llançant-se a l'aigua o corrent a tota velocitat a través de la jungla. Els cops de les branques que l'assaltant rep en aquest últim cas, si s'ha aferrat a la seva víctima, poden comportar a deixar-la anar. No obstant això, la seva principal amenaça és l'acció humana, manifestada a través de la caça excessiva i la destrucció del seu hàbitat. Avui dia, totes les espècies del gènere Tapirus es classifiquen en els estats de conservació «vulnerable» o «amenaçat».

## Història evolutiva
El gènere s'estengué durant el Miocè per Euràsia i Nord-amèrica, on estigué a punt d'extingir-se en el Pliocè a causa de la reducció gradual de massa forestal. Per sort pels tapirs, Sud-amèrica s'uní a Nord-amèrica fa 3 milions d'anys, atorgant-los una via de fuita cap a les grans selves del sud. No deixa de ser irònic que en l'actualitat, 3 de les 4 espècies supervivents siguin precisament americanes: aquest és el cas del tapir del nord, centreamericà o de Baird (Tapirus bairdii), el de l'erm (Tapirus pinchaque) i la satxavaca, tapir amazònic, brasiler o de plana (Tapirus terrestris), que es reparteixen en diverses àrees d'Amèrica Central i del Sud. El tapir amazònic és el més comú; s'estén per gairebé tota la part nord de Sud-amèrica. El tapir del nord, distribuït des de Tehuantepec fins a les costes de l'Equador, també visqué durant el Plistocè al nord de Mèxic i el sud dels Estats Units (des de Califòrnia a Florida), on s'extingí fa uns 10.000 anys.
Per la seva banda, els tapirs d'Euràsia sofriren una forta reducció a partir de la primera meitat del Plistocè, desapareixent d'Europa i gran part d'Àsia a causa de l'avanç de les glaciacions. En l'actualitat sobreviu una única espècie, el tapir malai (T. indicus), reduïda a unes poques zones de Sumatra i el sud d'Indoxina. La seva distribució original era molt més àmplia, abastant també l'illa de Java i arribant pel nord a Myanmar, Índia i fins i tot la Xina, d'on desaparegué per culpa de la caça excessiva. Aquesta espècie es distingeix per la trompa més llarga que la dels tapirs americans i perquè en els adults el color del mantell és negre en el cap, el coll i les potes, mentre que la resta del cos és blanc.

## Taxonomia
N'hi ha cinc. Quatre espècies de tapir són considerades com espècies en perill o vulnerables:
| Imatge | Nom comú                                                                                         | Nom científic                       | Distribució |
| ------ | ------------------------------------------------------------------------------------------------ | ----------------------------------- | --- |
|        | Tapir de Baird (també anomenat tapir centreamericà)                                              | Tapirus bairdii (Gill, 1865)        | Mèxic, Amèrica Central i nord-oest d'Amèrica del Sud.                                                                        |
|        | Tapir amazònic (també anomenat tapir sud-americà, tapic del Brasil o tapir de les terres baixes) | Tapirus terrestris (Linnaeus, 1758) | Veneçuela, Colòmbia i les Guaianes al nord fins al Brasil, Argentina i Paraguai al sud, a Bolívia, Perú i l'Equador a l'oest |
|        | Tapir de muntanya (també anomenat tapir llanós)                                                  | Tapirus pinchaque (Roulin, 1829)    | Serralades orientals i centrals de Colòmbia, Equador i l'extrem nord del Perú.                                               |
|        | Tapir de Malàisia (també anomenat tapir asiàtic, tapir oriental o tapir indi)                    | Tapirus indicus (Desmarest, 1819)   | Indonèsia, Malàisia, Myanmar i Tailàndia                                                                                     |

El tapir de Kabomani va ser reconegut en un moment com un altre membre viu del gènere, però ara es considera que forma part del T. terrestris.

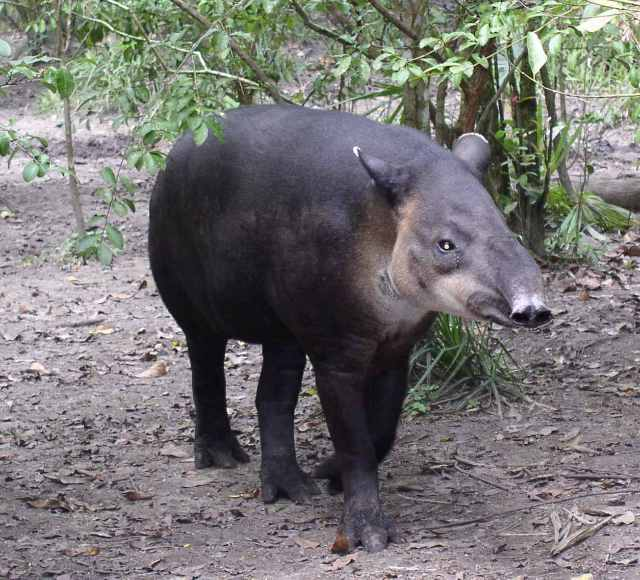
Tapir de Baird a Belize
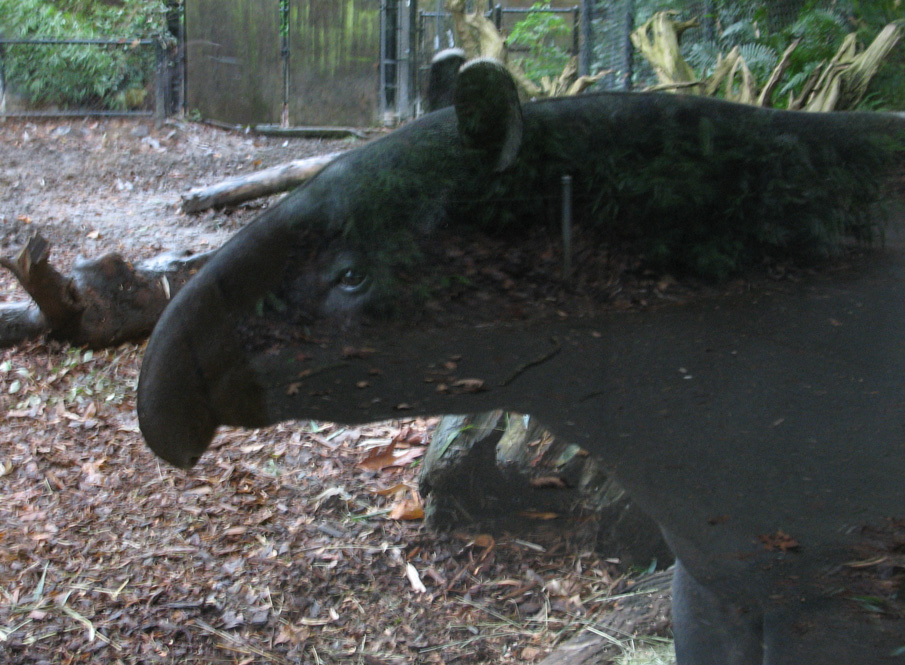